# 楊鳳
楊 鳳（よう ほう、Yang Feng、? - 1854年）は、清末の斎教の乱の指導者の一人。またの名は応竜。字は隆喜。
貴州省遵義府桐梓県出身。衙役（役所の雑用係）出身。斎教を利用して群衆を集めていた。1854年、楊鳳・陳寿・李時栄らは「折徴」（実物を銀に換算して徴税）に反対して蜂起した。蜂起軍はみな黄色の頭巾をして「黄兵」と称した。黄兵軍はたちまち桐梓・仁懐を占領し、遵義の大渓里（現在の匯川区山盆鎮）の舒裁縫と合流して、2万人に膨れ上がった。しかし雲貴総督の羅繞典が兵を率いて攻撃をかけたため、黄兵軍は南の帰化・羅斛・麻哈・余慶などに退いた。最後は竜渓の戦いで敗北し、楊鳳は捕らえられて処刑された。